# Wim Slijkhuis
Willem Frederik „Wim” Slijkhuis  (ur. 13 stycznia 1923 w Lejdzie, zm. 28 czerwca 2003 w Badhoevedorp) – holenderski lekkoatleta, biegacz średnio- i długodystansowy, dwukrotny medalista olimpijski i mistrz Europy.
Rozpoczął międzynarodową karierę wkrótce po zakończeniu II wojny światowej. Na mistrzostwach Europy w 1946 w Oslo wywalczył srebrny medal w biegu na 5000 metrów z czasem 14:14,0, który był rekordem Holandii (zwyciężył Sydney Wooderson z Wielkiej Brytanii).
Na igrzyskach olimpijskich w 1948 w Londynie Slijkhuis zdobył dwa brązowe medale: najpierw w biegu na 5000 metrów, a później w biegu na 1500 metrów. W tym drugim biegu wyrównał własny rekord Holandii wynikiem 3:50,4.
Na mistrzostwach Europy w 1950 w Brukseli wystąpił tylko w biegu na 1500 metrów, w którym zdobył złoty medal z czasem 3:47,2. Nie był to jego rekord życiowy, ponieważ rok wcześniej w Antwerpii przebiegł ten dystans w czasie 3:43,8. Występ Slijkhuisa na igrzyskach olimpijskich w 1952 w Helsinkach był nieudany – nie ukończył eliminacyjnego biegu na 1500 metrów.
Slijkhuis zdobył 18 tytułów mistrza Holandii:
- bieg na 1500 metrów – 1949, 1951 i 1953
- bieg na 5000 metrów – 1942, 1943, 1944, 1946, 1948, 1949, 1950 i 1951
- bieg przełajowy (krótki dystans) – 1946 i 1948
- bieg przełajowy (długi dystans) – 1943, 1946, 1947, 1948 i 1949

Wielokrotnie ustanawiał rekordy kraju na różnych dystansach (m.in. pięciokrotnie na 1500 metrów oraz czterokrotnie na 5000 metrów).
Zakończył karierę biegacza w 1954 wskutek kontuzji.